# Фавара (Сицилия)
Фавара (итал. Favara) — коммуна в Италии, располагается в регионе Сицилия, подчиняется административному центру Агридженто.
Население составляет 33 666 человек (на 2004 г.), плотность населения составляет 381 чел./км². Занимает площадь 81 км². Почтовый индекс — 92026. Телефонный код — 0922.
Покровителем населённого пункта считается Святой Антоний. Праздник ежегодно празднуется 13 июня.